# Synaphosus femininis
Synaphosus femininis är en spindelart som beskrevs av Christa L. Deeleman-Reinhold 200. Synaphosus femininis ingår i släktet Synaphosus och familjen plattbuksspindlar. Inga underarter finns listade i Catalogue of Life.